# Oliver Oken
Oliver Oscar Oken es un personaje de la serie de Disney Channel, Hannah Montana. Es interpretado por Mitchel Musso.

## Biografía
Oliver es el mejor amigo de Miley Stewart junto con Lilly Truscott. Liga sin parar con las chicas del instituto, o al menos lo intenta. Y se hace llamar "El Maestro de las Taquillas", porque abre todas las taquillas atascadas dando solamente unos golpes en la puerta. Cuando está con Hannah Montana se hace llamar Mike Stanley

## Amores
- Beca Willer: Beca es una compañera de escuela de Miley y Lilly, en el episodio "Oops! me entrometí" otra vez, Miley y Lilly estaban revisando el correo de Hannah Montana donde se mencionaba que Beca estaba muy enamorada de Oliver.

Al final tienen una relación y no se sabe más del tema.
- Lilly Truscott: Oliver y Lilly eran pareja en la guardería, aunque ella solamente estaba con él por sus lápices de colores. En la tercera temporada se hacen novios.
- Miley Stewart: Oliver estaba enamorado de Hannah Montana en los primeros episodios de la serie, hasta que descubre que en realidad, su verdadera identidad es la de su mejor amiga, Miley. Cuando lo descubre, él se desmaya y se pone algo perturbado por la noticia. El le dijo que la ama en el episodio "Te amo (no no a ti)" pero fue un malentendido.
- Sarah: Oliver se enamoró de Sarah cuando tuvieron que cuidar de un bebé hecho con un saco de harina, como trabajo de clase. Pero después de terminar el trabajo con el bebé no tuvieron nada de que hablar entre ellos y Sarah le dijo que lo suyo no podría funcionar
- Joannie Palumbo: Joannie es enemiga de Miley, y tampoco le cae muy bien a Oliver, pero cuando en un episodio de la serie se miran entre los dos después de chocarse y recogen sus libros, y Oliver se enamora completamente de ella al mirarle sus "preciosos ojos verdes" como dice Oliver. Se convierten en pareja desde entonces pero rompen en la tercera temporada un poco antes de que el saliera con Lilly.

## Relaciones

### Miley Stewart
Es la mejor amiga de Oliver junto con Lily. Siempre le ayuda cuando tiene algún problema, y él a ella. Él estaba enamorado de Hannah en los primeros episodios y después se dio cuenta de que ella es Hannah Montana y la se dio cuenta de que no estaba enamorado de ella realmente, pero ahora es su mejor amiga y se lo demuestra muchas veces, incluso sabotea su audición para una película con tal de que él se sienta bien.

### Lilly Truscott
Es la novia actual de Oliver, pero en la primera y segunda temporada fue su mejor amiga. A Oliver le gusta referirse a ella como su "Lillybonita" (en la versión latinoamericana) en la versión estadounidense y en la versión española a Oliver le gusta referirse a ella como su "Lillypop".

### Jackson Stewart
Aunque no parece, Jackson es el amigo de Oliver. En varios episodios se los vio haciendo un dúo, en una tienda, como vendedores. Igualmente, Jackson no lo toma como su amigo en un capítulo.

### Rico Suave
Rico, en algunos episodios, parece ser amigo de Oliver. Una vez Rico lo contrata en su tienda de playa, pero en unas horas lo despide ya que obedece todas sus órdenes, algo que Jackson no hace.

## Curiosidades
- En el capítulo en que Oliver se enfada con Miley, Lilly lo engaña para ir a la casa de Miley sin que lo sepa, y Oliver dice: "No puedo creer que voy a conocer a Taylor Swift".
- En el adelanto de la nueva serie de Disney XD, Pair of Kings se da a conocer que en la tercera temporada de Hannah Montana, Mitchel Musso usó peluca para interpretar a Oliver Oken.
- Cuando Oliver dejó la serie, terminada la tercera temporada, dice que se va de gira con Trepid Funk, una banda ficticia dentro de la serie.

## Voces Oficiales
- Abraham Vega: Latinoamérica
- Pablo Tribaldos: España

- Datos: Q1209223
- Multimedia: Oliver Oken / Q1209223